# エディンバラ・ガゼット
エディンバラ・ガゼット(英語: The Edinburgh Gazette)とはロンドン・ガゼットやベルファスト・ガゼットと同様、イギリス政府公式の新聞（官報）である。英国印刷庁の代理である英国出版局がスコットランドのエディンバラで発行している。
1699年（ロンドン・ガゼットが創刊して34年後）に創刊したが、1793年まで発行は再開されなかった。
現在、火曜日と金曜日の週二回発行で、国事、議会、計画、交通、財政だけでなく債務超過や倒産に関する公式通知や広告が掲載されている。例として、地方政府に関して道路の通行止めといった地元の事柄に関する通知がガゼットに掲載される。
クラウン・エージェントは職権上、エディンバラ・ガゼット・キーパーを兼ねる。